# Хормон
Хормонът е вид сигнално биологичноактивно вещество, което се образува на определено място в организма и при секрецията си то се свързва с опреледелен рецептор на клетката и започва специфичен отговор. Известни са и фитохормони с подобна роля в растенията.

## Характеристики
Хормоните ( древногръцки ὁρμάω  - движа, насърчавам, задвижвам) са биологично активни вещества от органична природа, произведени в специализирани клетки на жлезите с вътрешна секреция ( ендокринни жлези ), навлизайки в кръвта , свързвайки се с рецепторите на целевите клетки и упражнявайки регулаторен ефект върху метаболизма и физиологичните функции. Хормоните служат като хуморални (пренасяни по кръвен път) регулатори на определени процеси в различни органи. Има и други дефиниции, според които тълкуването на понятието „хормон“ е по-широко: „сигнални химикали, произведени от клетките на тялото и засягащи клетките на други части на тялото . Това определение изглежда за предпочитане, тъй като обхваща не само много вещества, традиционно класифицирани като хормони: хормони на животни без кръвоносна система (например екдизон на кръгли червеи и др.), хормони на гръбначни животни, които не се произвеждат в жлезите с вътрешна секреция ( простагландини , еритропоетин и т.н.), растителни хормони , но подобна дефиниция включва също, например, класове вещества като ейкозаноиди , стероиди и др.
Хормоните имат дистанционен ефект: влизайки в различни органи и системи на тялото с кръвообращението, те регулират дейността на орган, разположен далеч от жлезата, която ги синтезира, докато дори много малко количество хормони могат да причинят значителни промени в дейността на органът.
Хормоните са секреторни молекули, чиято циркулация в организма позволява регулация. Те са силно специфични и могат да повлияят само на клетки, които имат рецептор за специфичния хормон. Химична сигнализация чрез хормони се осъществява от ендокринната и нервната система.
От химична гледна точка съществуват няколко групи хормони – полипептиди (амини), стероиди, стероли и липиди.
Те се отделят от някои жлези и други органи – щитовидна жлеза, панкреас, яйчници и тестиси, хипофиза, хипоталамус.

## История
Активното изучаване на ендокринните жлези и хормони започва от английския лекар Т. Адисън през 1855г . Адисън е първият, който описва бронзовата болест , чийто симптом е специфично оцветяване на кожата , а причината е дисфункция на надбъбречните жлези .
Друг основоположник на ендокринологията е френският лекар К. Бернар , който изучава процесите на вътрешната секреция и съответните жлези в тялото  - органи , които отделят определени вещества в кръвта .
Впоследствие друг френски лекар, C. Brown-Séquard , прави своя принос в този клон на науката , свързвайки развитието на определени заболявания с недостатъчната функция на жлезите с вътрешна секреция и показвайки, че екстракти от съответните жлези могат успешно да се използват в лечение на тези заболявания.
Според резултатите от съвременните изследвания, недостатъчният или прекомерният синтез на хормони се отразява негативно на молекулярните механизми, които са в основата на регулацията на метаболитните процеси в организма, а това от своя страна допринася за развитието на почти всички заболявания на жлезите с вътрешна секреция.
Всъщност терминът "хормон" е използван за първи път в трудовете на английските физиолози У. Бейлис и Е. Старлинг през 1902 г.
Изследователите го въведоха, докато изучаваха хормона секретин , който бяха открили три години по-рано. Този хормон се произвежда в дванадесетопръстника и е отговорен за интензивността на производството на определени храносмилателни сокове. В момента науката познава повече от 100 вещества, произвеждани от жлезите с вътрешна секреция, които се характеризират с хормонална активност и регулират метаболитните процеси.

## Общи принципи на работа
Външни или вътрешни стимули от един или друг вид въздействат на рецепторите на тялото и генерират импулси в тях , които първо влизат в централната нервна система и след това в хипоталамуса .
В тази част на мозъка се произвеждат първични активни вещества с дистанционно хормонално действие - т.нар. освобождаващи фактори , които от своя страна се изпращат до хипофизната жлеза . Тяхната характерна особеност е фактът, че транспортирането им до местоназначението се извършва не с общия кръвен поток, а през порталната съдова система.
Под въздействието на освобождаващи фактори производството и освобождаването на хипофизните тропни хормони се ускорява или забавя .
Последните, попаднали в кръвта и заедно с нея достигнали до определена ендокринна жлеза, влияят върху синтеза на необходимия хормон.
В последния етап от процеса хормонът се доставя чрез кръвоносната система до определени специализирани органи или тъкани (така наречените „мишени“) и предизвиква определени реакции в тялото, били те физиологични или например химични.
Крайният етап, свързан с ефекта на хормоните върху метаболизма в клетката , за доста дълго време беше най-малко проучен от всички компоненти на процеса, описан по-горе.
Вече е известно, че в съответните прицелни тъкани има специфични химични структури с места, предназначени за свързване на хормоните – т.нар. хормонални рецептори.
По правило въглехидратните фрагменти на гликопротеините и ганглиозидите действат като специални секции .
Свързването на хормоните от рецепторите предизвиква определени биохимични реакции, благодарение на които всъщност се осъществява крайният ефект на хормона.
Локализацията на рецепторите зависи от природата на хормона: в случай на стероидна природа, рецепторите се намират в ядрото , а в случай на протеин или пептид - на външната повърхност ( плазмена мембрана ). Независимо от местоположението винаги има ясно структурно и пространствено съответствие между рецептора и хормона.

## Рецептори
сички хормони упражняват своето въздействие върху тялото или върху отделни органи и системи с помощта на специални рецептори за тези хормони. Хормоналните рецептори се разделят на 3 основни класа:
- рецептори, свързани с йонни канали в клетката ( йонотропни рецептори )
- рецептори, които са ензими или са свързани с протеини на сигнален преобразувател с ензимна функция ( метаботропни рецептори , напр. GPCRs )
- рецептори за ретиноева киселина , стероидни и тиреоидни хормони, които се свързват с ДНК и регулират генната функция.

Всички рецептори се характеризират с феномена на саморегулиране на чувствителността чрез механизъм на обратна връзка - когато нивото на определен хормон е ниско, броят на рецепторите в тъканите и тяхната чувствителност към този хормон  автоматично се увеличава компенсаторно - процес, наречен рецепторна сенсибилизация ( сенсибилизация). Обратно, когато нивото на определен хормон е високо, настъпва автоматично компенсаторно намаляване на броя на рецепторите в тъканите и тяхната чувствителност към този хормон - процес, наречен рецепторна десенсибилизация (десенсибилизация).
Увеличаването или намаляването на производството на хормони, както и намаляването или повишаването на чувствителността на хормоналните рецептори и нарушаването на хормоналния транспорт води до ендокринни заболявания .

## Механизми на действие
Когато хормон в кръвта достигне целева клетка, той взаимодейства със специфични рецептори; рецепторите „разчитат съобщението“ на тялото и в клетката започват да настъпват определени промени. Всеки конкретен хормон отговаря изключително на „своите“ рецептори, разположени в определени органи и тъкани - само когато хормонът взаимодейства с тях, се образува хормон-рецепторен комплекс.
Механизмите на действие на хормоните могат да бъдат различни. Една от групите се състои от хормони, които се свързват с рецептори, разположени вътре в клетките - обикновено в цитоплазмата . Те включват хормони с липофилни свойства - например стероидни хормони (полови, глюко- и минералкортикоиди), както и хормони на щитовидната жлеза . Тъй като са мастноразтворими, тези хормони лесно проникват през клетъчната мембрана и започват да взаимодействат с рецепторите в цитоплазмата или ядрото. Те са слабо разтворими във вода, а при пренасяне през кръвта се свързват с протеини-носители.
Смята се, че в тази група хормони комплексът хормон-рецептор действа като вид вътреклетъчно реле  - след като се образува в клетката, той започва да взаимодейства с хроматина , който се намира в клетъчните ядра и се състои от ДНК и протеин, и по този начин ускорява или забавя работата на определени гени . Чрез селективно въздействие върху определен ген, хормонът променя концентрацията на съответната РНК и протеин и в същото време коригира метаболитните процеси .
Биологичният резултат от всеки хормон е много специфичен. Въпреки че хормоните обикновено променят по-малко от 1% от протеините и РНК в таргетната клетка, това е напълно достатъчно за получаване на съответния физиологичен ефект.
Повечето други хормони се характеризират с три характеристики:
- те се разтварят във вода;
- не се свързват с протеини-носители;
- започват хормоналния процес веднага щом се свържат с рецептора, който може да бъде разположен в клетъчното ядро, неговата цитоплазма или разположен на повърхността на плазмената мембрана.

Механизмът на действие на хормон-рецепторния комплекс на такива хормони задължително включва посредници, които индуцират клетъчен отговор. Най-важните от тези медиатори са сАМР ( цикличен аденозин монофосфат ), инозитол трифосфат и калциеви йони .
По този начин в среда, лишена от калциеви йони или в клетки с недостатъчно количество от тях, ефектът на много хормони е отслабен; при използване на вещества, които повишават вътреклетъчната концентрация на калций, възникват ефекти, идентични с ефектите на някои хормони.
Участието на калциевите йони като посредник осигурява ефекта върху клетките на хормони като вазопресин и катехоламини .
След като са изпълнили задачата си, хормоните или се разграждат в целевите клетки, или в кръвта, транспортират се до черния дроб , където се разграждат, или накрая се елиминират от тялото предимно чрез урината (напр. адреналин ).

## Класификация
Понастоящем има доста подробна информация за химическата природа на почти всички известни на науката хормони, но общите принципи на тяхната номенклатура все още не са разработени. Структурата на дадено вещество се отразява точно от неговото химично наименование, но то обикновено е тромаво и трудно за използване и запомняне; Поради това по-често се използват тривиални имена, които показват източника (например „ инсулин “) или функцията на хормона в тялото (например пролактин ). Всички хормони на хипоталамуса и някои хормони на хипофизата имат свои собствени работни имена.
По отношение на разделянето на хормоните в класове, има по-специално анатомична класификация, която свързва хормоните със специфични жлези, които извършват техния синтез. На тази основа се разграничават хормоните на хипоталамуса, хипофизната жлеза, надбъбречните жлези и др. Трябва да се отбележи обаче, че тази класификация не е напълно надеждна, тъй като хормоните могат например да се синтезират в една жлеза и да се отделят в кръвта от друг. В тази връзка е разработена алтернативна система, която разчита на химическата природа на хормоните .
Въз основа на тяхната химическа структура известните гръбначни хормони се разделят на основни класове:
- Стероиди
- Производни на полиенови (полиненаситени) мастни киселини
- Производни на аминокиселини
- Протеин -пептидни съединения

Структурата на хормоните при гръбначните животни, или по-скоро нейната основа, се намира в безгръбначни, растения и едноклетъчни организми. Очевидно структурата на хормоните е възникнала преди 3,5 милиарда години, но е придобила хормонални функции едва през последните 500 милиона години във филогенезата на животинския свят. Освен това в процеса на еволюция се променя не само структурата, но и функциите на хормоналните съединения (Barrington, 1987). Химическата структура на протеиново-пептидните хормони претърпя най-големи промени. В повечето случаи хомоложният хормон на висшите гръбначни животни има способността да възпроизвежда физиологични ефекти при низшите гръбначни, но обратната картина се наблюдава много по-рядко .

## Хормони нагръбначните животни
| Хормон                                    | Химична формула                     | Структура                                                                                            | Основни процеси, върху които оказват влияние и място на действие |                                   |                                   |                                   |                                   |                                   |                                   |                                   |                                   |                                   |                                   |                                   |                                   |                                   |                                   |                                   |
| Хипоталамусни регулаторни хормони         | Хипоталамусни регулаторни хормони   | Хипоталамусни регулаторни хормони                                                                    | Хипоталамусни регулаторни хормони | Хипоталамусни регулаторни хормони | Хипоталамусни регулаторни хормони | Хипоталамусни регулаторни хормони | Хипоталамусни регулаторни хормони | Хипоталамусни регулаторни хормони | Хипоталамусни регулаторни хормони | Хипоталамусни регулаторни хормони | Хипоталамусни регулаторни хормони | Хипоталамусни регулаторни хормони | Хипоталамусни регулаторни хормони | Хипоталамусни регулаторни хормони | Хипоталамусни регулаторни хормони | Хипоталамусни регулаторни хормони | Хипоталамусни регулаторни хормони | Хипоталамусни регулаторни хормони |
| ----------------------------------------- | ----------------------------------- | --- | --- | --------------------------------- | --------------------------------- | --------------------------------- | --------------------------------- | --------------------------------- | --------------------------------- | --------------------------------- | --------------------------------- | --------------------------------- | --------------------------------- | --------------------------------- | --------------------------------- | --------------------------------- | --------------------------------- | --------------------------------- |
| Соматолиберин                             |                                     | Неизвестна                                                                                           | Стимулира секрецията на соматотропин от аденохипофизата. |                                   |                                   |                                   |                                   |                                   |                                   |                                   |                                   |                                   |                                   |                                   |                                   |                                   |                                   |                                   |
| Соматостатин                              |                                     | Полипептид, включващ 14 аминокиселини                                                                | Потиска секрецията на соматотропин от аденохипофизата. |                                   |                                   |                                   |                                   |                                   |                                   |                                   |                                   |                                   |                                   |                                   |                                   |                                   |                                   |                                   |
| Кортиколиберин                            |                                     | Полипептид, изграден от 41 аминокиселини                                                             | Стимулира секрецията на пролактин, тиротропин и соматотропин от аденохипофизата. |                                   |                                   |                                   |                                   |                                   |                                   |                                   |                                   |                                   |                                   |                                   |                                   |                                   |                                   |                                   |
| Тиролиберин                               |                                     | Пептид, изграден от 3 аминокиселини                                                                  | Стимулира секрецията на тиротропин, соматотропин и пролактин от аденохипофизата. |                                   |                                   |                                   |                                   |                                   |                                   |                                   |                                   |                                   |                                   |                                   |                                   |                                   |                                   |                                   |
| Гонадолиберин                             |                                     | Пептид, изграден от 10 аминокиселини                                                                 | Стимулира секрецията на фоликулостимулиращ хормон и лутеохормона от аденохипофизата. |                                   |                                   |                                   |                                   |                                   |                                   |                                   |                                   |                                   |                                   |                                   |                                   |                                   |                                   |                                   |
| Пролактолиберин                           |                                     | Неизвестна                                                                                           | Стимулира секрецията на пролактин от аденохипофизата. |                                   |                                   |                                   |                                   |                                   |                                   |                                   |                                   |                                   |                                   |                                   |                                   |                                   |                                   |                                   |
| Допамин (Пролактостатин)                  |                                     | 3,4-дихидрокси-β-фенилетиламин                                                                       | Инхибира секрецията на пролактин от аденохипофизата. |                                   |                                   |                                   |                                   |                                   |                                   |                                   |                                   |                                   |                                   |                                   |                                   |                                   |                                   |                                   |
| Хормони на хипофизата                     |                                     | | |                                   |                                   |                                   |                                   |                                   |                                   |                                   |                                   |                                   |                                   |                                   |                                   |                                   |                                   |                                   |
| Хормони на неврохипофизата                |                                     | | |                                   |                                   |                                   |                                   |                                   |                                   |                                   |                                   |                                   |                                   |                                   |                                   |                                   |                                   |                                   |
| Вазопресин                                |                                     | Полипептид, включващ 9 аминокиселини                                                                 | Действа на артериолите и бъбречните тубули. Регулира кръвното налягане и водния баланс на организма. |                                   |                                   |                                   |                                   |                                   |                                   |                                   |                                   |                                   |                                   |                                   |                                   |                                   |                                   |                                   |
| Окситоцин                                 |                                     | Полипептид, изграден от 9 аминокиселини                                                              | Стимулира контракцията на матката при раждане и отделянето на мляко от лактиращата млечна жлеза. |                                   |                                   |                                   |                                   |                                   |                                   |                                   |                                   |                                   |                                   |                                   |                                   |                                   |                                   |                                   |
| Меланоцит-стимулиращ хормон               |                                     | α-полипептид от 13 аминокиселини, β-полипептид от 18 аминокиселини, γ-полипептид от 12 аминокиселини | Регулира пигментацията на кожата. |                                   |                                   |                                   |                                   |                                   |                                   |                                   |                                   |                                   |                                   |                                   |                                   |                                   |                                   |                                   |
| Хормони на аденохипофизата                |                                     | | |                                   |                                   |                                   |                                   |                                   |                                   |                                   |                                   |                                   |                                   |                                   |                                   |                                   |                                   |                                   |
| Соматотропин                              |                                     | Полипептид, изграден от 191 аминокиселини                                                            | Притежава общ анаболитен ефект. Стимулира освобождаването на растежни фактори. |                                   |                                   |                                   |                                   |                                   |                                   |                                   |                                   |                                   |                                   |                                   |                                   |                                   |                                   |                                   |
| Кортикотропин                             |                                     | Полипептид, изграден от 39 аминокиселини                                                             | Стимулира секрецията на кортикостероиди в кората на надбъбречните жлези. |                                   |                                   |                                   |                                   |                                   |                                   |                                   |                                   |                                   |                                   |                                   |                                   |                                   |                                   |                                   |
| Липотропин                                |                                     | β-полипептид от 93 аминокиселини, γ-полипептид от 60 аминокиселини                                   | Стимулира отделянето на мастни киселини от адипоцитите. |                                   |                                   |                                   |                                   |                                   |                                   |                                   |                                   |                                   |                                   |                                   |                                   |                                   |                                   |                                   |
| Тиротропин                                |                                     | Два полипептида: α- с маса 13600 далтона и β- с маса 14700 далтона                                   | Активира синтеза на тироидни хормони. |                                   |                                   |                                   |                                   |                                   |                                   |                                   |                                   |                                   |                                   |                                   |                                   |                                   |                                   |                                   |
| Пролактин                                 |                                     | Полипептид, изграден от 197 аминокиселини                                                            | Поощрява синтеза на млякото в млечната жлеза. |                                   |                                   |                                   |                                   |                                   |                                   |                                   |                                   |                                   |                                   |                                   |                                   |                                   |                                   |                                   |
| Лутеинизиращ хормон                       |                                     | Два полипептида: α- с маса 13600 далтона и β- с маса 14900 далтона                                   | Притежава лутеинизиращ ефект. Стимулира синтеза на прогестерон в яйчниците, развитието на интерстициалната тъкан и синтеза на андрогени в семенниците. |                                   |                                   |                                   |                                   |                                   |                                   |                                   |                                   |                                   |                                   |                                   |                                   |                                   |                                   |                                   |
| Фоликулостимулиращ хормон                 |                                     | Два полипептида: α- с маса 13600 далтона и β- с маса 23000 далтона                                   | Стимулира развитието на фоликулите в яйчниците, синтеза на естрогени и овулацията. Стимулира сперматогенезата в тестисите. |                                   |                                   |                                   |                                   |                                   |                                   |                                   |                                   |                                   |                                   |                                   |                                   |                                   |                                   |                                   |
| Хормони на епифизата                      |                                     | | |                                   |                                   |                                   |                                   |                                   |                                   |                                   |                                   |                                   |                                   |                                   |                                   |                                   |                                   |                                   |
| Мелатонин                                 |                                     | N-ацетил-5метокситриптамин                                                                           | Регулира циркадните ритми, влияе върху пигментацията. |                                   |                                   |                                   |                                   |                                   |                                   |                                   |                                   |                                   |                                   |                                   |                                   |                                   |                                   |                                   |
| Хормони на надбъбречната жлеза            |                                     | | |                                   |                                   |                                   |                                   |                                   |                                   |                                   |                                   |                                   |                                   |                                   |                                   |                                   |                                   |                                   |
| Хормони на кората на надбъбреците         |                                     | | |                                   |                                   |                                   |                                   |                                   |                                   |                                   |                                   |                                   |                                   |                                   |                                   |                                   |                                   |                                   |
| Глюкокортикоиди                           | Кортикостерон · Кортизол · Кортизон | Стероиди – кортикостерон, кортизол, кортизон и други.                                                | Проявяват мембраноактивно, противовъзпалително и антиалергично действие. Влияят върху белтъчната синтеза и глюконеогенезата. |                                   |                                   |                                   |                                   |                                   |                                   |                                   |                                   |                                   |                                   |                                   |                                   |                                   |                                   |                                   |
| Минералкортикоиди                         |                                     | Стероиди – алдостерон и други.                                                                       | Регулират водно-електролитния баланс. |                                   |                                   |                                   |                                   |                                   |                                   |                                   |                                   |                                   |                                   |                                   |                                   |                                   |                                   |                                   |
| Хормони на сърцевината на надбъбреците    |                                     | | |                                   |                                   |                                   |                                   |                                   |                                   |                                   |                                   |                                   |                                   |                                   |                                   |                                   |                                   |                                   |
| Адреналин                                 |                                     | Катехоламин                                                                                          | Проявява гликогенолитично и липолитично действие. Влияе върху тонуса на гладката мускулатура на артериолите и бронхиолите, върху сърдечния ритъм и кръвното налягане. |                                   |                                   |                                   |                                   |                                   |                                   |                                   |                                   |                                   |                                   |                                   |                                   |                                   |                                   |                                   |
| Норадреналин                              |                                     | Катехоламин                                                                                          | Причинява контракции на артериолите и действа липолитично. |                                   |                                   |                                   |                                   |                                   |                                   |                                   |                                   |                                   |                                   |                                   |                                   |                                   |                                   |                                   |
| Хормони на панкреаса                      |                                     | | |                                   |                                   |                                   |                                   |                                   |                                   |                                   |                                   |                                   |                                   |                                   |                                   |                                   |                                   |                                   |
| Инсулин                                   |                                     | Два полипептида съставени съответно от 21 и 30 аминокиселини                                         | Стимулира резорбцията и усвояването на глюкозата, липогенезата, синтезата на белтъци и други. Проявява общ анаболитен ефект. |                                   |                                   |                                   |                                   |                                   |                                   |                                   |                                   |                                   |                                   |                                   |                                   |                                   |                                   |                                   |
| Глюкагон                                  |                                     | Полипептид, изграден от 29 аминокиселини                                                             | Активира гликогенолизата в черния дроб и освобождаването на липиди от мастните депа. |                                   |                                   |                                   |                                   |                                   |                                   |                                   |                                   |                                   |                                   |                                   |                                   |                                   |                                   |                                   |
| Панкреатичен полипептид                   |                                     | Полипептид, изграден от 36 аминокиселини                                                             | Регулира функцията на стомашно-чревния тракт и действа гликогенолитично. |                                   |                                   |                                   |                                   |                                   |                                   |                                   |                                   |                                   |                                   |                                   |                                   |                                   |                                   |                                   |
| Соматостатин                              |                                     | Полипептид, изграден от 14 аминокиселини                                                             | Инхибира освобождаването на соматотропин от аденохипофизата и глюкагон от панкреаса. |                                   |                                   |                                   |                                   |                                   |                                   |                                   |                                   |                                   |                                   |                                   |                                   |                                   |                                   |                                   |
| Хормони на щитовидната жлеза              |                                     | | |                                   |                                   |                                   |                                   |                                   |                                   |                                   |                                   |                                   |                                   |                                   |                                   |                                   |                                   |                                   |
| Тироксин                                  |                                     | | Стимулиращ ефект върху множество процеси в организма. Чрез стимулиране на транскрипцията хормоните ускоряват белтъчната синтеза. Повече от сто ензимни системи повишават активността си след въвеждане на тироксин. Тироидните хормони повишават кислородната консумация на тъканите като следствие от активиран митохондриен окислителен механизъм. Във високи концентрации тироксинът действа като разединяващ фактор. |                                   |                                   |                                   |                                   |                                   |                                   |                                   |                                   |                                   |                                   |                                   |                                   |                                   |                                   |                                   |
| Трийодтиронин                             |                                     | | |                                   |                                   |                                   |                                   |                                   |                                   |                                   |                                   |                                   |                                   |                                   |                                   |                                   |                                   |                                   |
| Калцитонин                                |                                     | Полипептид, изграден от 32 аминокиселини                                                             | Регулира метаболизма на калция и фосфора в костите. |                                   |                                   |                                   |                                   |                                   |                                   |                                   |                                   |                                   |                                   |                                   |                                   |                                   |                                   |                                   |
| Хормони на паращитовидната жлеза          |                                     | | |                                   |                                   |                                   |                                   |                                   |                                   |                                   |                                   |                                   |                                   |                                   |                                   |                                   |                                   |                                   |
| Паратхормон                               |                                     | Полипептид, включващ 9 аминокиселини                                                                 | Регулира метаболизма на калция и фосфора в костите, бъбреците и храносмилателния канал. |                                   |                                   |                                   |                                   |                                   |                                   |                                   |                                   |                                   |                                   |                                   |                                   |                                   |                                   |                                   |
| Хормони на яйчниците                      |                                     | | |                                   |                                   |                                   |                                   |                                   |                                   |                                   |                                   |                                   |                                   |                                   |                                   |                                   |                                   |                                   |
| Естрогени                                 | Естрон · Естриол · Естрадиол        | Стероиди – естрон, естриол, естрадиол                                                                | Действат върху външните вторични полови белези и развитието на млечната жлеза. Проявяват и общ ефект върху организма. |                                   |                                   |                                   |                                   |                                   |                                   |                                   |                                   |                                   |                                   |                                   |                                   |                                   |                                   |                                   |
| Прогестини                                |                                     | Стероиди – прогестерон                                                                               | Съдействат за имплантация на яйцеклетката в матката и поддържат бременността. |                                   |                                   |                                   |                                   |                                   |                                   |                                   |                                   |                                   |                                   |                                   |                                   |                                   |                                   |                                   |
| Хормони на плацентата                     |                                     | | |                                   |                                   |                                   |                                   |                                   |                                   |                                   |                                   |                                   |                                   |                                   |                                   |                                   |                                   |                                   |
| Естрогени и Прогестини                    | Виж хормони на яйчниците            | | |                                   |                                   |                                   |                                   |                                   |                                   |                                   |                                   |                                   |                                   |                                   |                                   |                                   |                                   |                                   |
| Релаксин                                  |                                     | Състои се от два полипептида, съставени съответно от 22 и 23 аминокиселини                           | Действа основно върху свързващия апарат на таза. Влияе върху мускулния тонус. |                                   |                                   |                                   |                                   |                                   |                                   |                                   |                                   |                                   |                                   |                                   |                                   |                                   |                                   |                                   |
| Хориогонадотропин                         |                                     | Два полипептида: α- с маса 13500 далтона и β- с маса 26500 далтона                                   | Действа аналогично на лутеинизиращия хормон на аденохипофизата. |                                   |                                   |                                   |                                   |                                   |                                   |                                   |                                   |                                   |                                   |                                   |                                   |                                   |                                   |                                   |
| Хориомамотропин                           |                                     | Полипептид, съдържащ 9 аминокиселини                                                                 | Действието му е подобно на пролактина. |                                   |                                   |                                   |                                   |                                   |                                   |                                   |                                   |                                   |                                   |                                   |                                   |                                   |                                   |                                   |
| Хормони на тестисите                      |                                     | | |                                   |                                   |                                   |                                   |                                   |                                   |                                   |                                   |                                   |                                   |                                   |                                   |                                   |                                   |                                   |
| Андрогени                                 | Тестостерон                         | Стероиди – тестостерон, дехидроепиандростерон, андростенодион, андростенедиол, андростерон и други   | Регулират развитието и функцията на външните полови органи. Проявяват и общо анаболно действие над организма. |                                   |                                   |                                   |                                   |                                   |                                   |                                   |                                   |                                   |                                   |                                   |                                   |                                   |                                   |                                   |
| Хормони на тимуса                         |                                     | | |                                   |                                   |                                   |                                   |                                   |                                   |                                   |                                   |                                   |                                   |                                   |                                   |                                   |                                   |                                   |
| Тимозини                                  |                                     | Полипептид – 12500 далтона                                                                           | Стимулира синтеза на ДНК и полиферацията на лимфоидните клетки. В имунологично некомпетентни организми възстановява способността на Т-клетките към адекватни ответни реакции. |                                   |                                   |                                   |                                   |                                   |                                   |                                   |                                   |                                   |                                   |                                   |                                   |                                   |                                   |                                   |
| Хормони на храносмилателния апарат        |                                     | | |                                   |                                   |                                   |                                   |                                   |                                   |                                   |                                   |                                   |                                   |                                   |                                   |                                   |                                   |                                   |
| Гастрин                                   |                                     | Полипептид, съставен от 17 аминокиселини                                                             | Активира секрецията на панкреаса и стомаха. |                                   |                                   |                                   |                                   |                                   |                                   |                                   |                                   |                                   |                                   |                                   |                                   |                                   |                                   |                                   |
| Мотилин                                   |                                     | Полипептид, съставен от 22 аминокиселини                                                             | Регулира мускулната активност на храносмилателния апарат. |                                   |                                   |                                   |                                   |                                   |                                   |                                   |                                   |                                   |                                   |                                   |                                   |                                   |                                   |                                   |
| Секретин                                  |                                     | Полипептид, съдържащ 27 аминокиселини                                                                | Регулира секрецията на задстомашната жлеза. |                                   |                                   |                                   |                                   |                                   |                                   |                                   |                                   |                                   |                                   |                                   |                                   |                                   |                                   |                                   |
| Панкреозимин (холецистокинин)             |                                     | Полипептид, съдържащ 33 аминокиселини                                                                | Регулира секрецията на храносмилателните ензими от панкреаса. Предизвиква съкращение и изпразване на жлъчния мехур. |                                   |                                   |                                   |                                   |                                   |                                   |                                   |                                   |                                   |                                   |                                   |                                   |                                   |                                   |                                   |
| Соматостатин                              |                                     | Виж хормони на хипоталамуса и на панкреаса                                                           | Потиска продукцията на глюкагон и гастрин. |                                   |                                   |                                   |                                   |                                   |                                   |                                   |                                   |                                   |                                   |                                   |                                   |                                   |                                   |                                   |
| Стомашен инхибиторен пептид               |                                     | Полипептид, съдържащ 43 аминокиселини                                                                | Потиска секрецията на гастрин. |                                   |                                   |                                   |                                   |                                   |                                   |                                   |                                   |                                   |                                   |                                   |                                   |                                   |                                   |                                   |
| Вазоактивен чревен пептид                 |                                     | Полипептид, съдържащ 28 аминокиселини                                                                | Потиска секрецията на пепсин и солна киселина от стомаха и предизвиква релаксация на храносмилателния апарат. |                                   |                                   |                                   |                                   |                                   |                                   |                                   |                                   |                                   |                                   |                                   |                                   |                                   |                                   |                                   |
| Други хормони                             |                                     | | |                                   |                                   |                                   |                                   |                                   |                                   |                                   |                                   |                                   |                                   |                                   |                                   |                                   |                                   |                                   |
| Ангиотензин                               |                                     | Полипептид, съставен от 8 аминокиселини                                                              | Мощен хипертензивен ефект. Понижава циркулацията на кръв в бъбреците и отделянето на вода и електролити от организма. |                                   |                                   |                                   |                                   |                                   |                                   |                                   |                                   |                                   |                                   |                                   |                                   |                                   |                                   |                                   |
| 1,25-дихидроксивитамин D3                 |                                     | Стероид, който се образува от бъбреците                                                              | Регулира нивата на калций и фосфор в кръвта. |                                   |                                   |                                   |                                   |                                   |                                   |                                   |                                   |                                   |                                   |                                   |                                   |                                   |                                   |                                   |
| Простагландини, левкотриени и тромбоксани |                                     | Циклопентанови киселини, които се синтезират от полиненаситени мастни киселини                       | Тъканни хормони с локален ефект. Регулират тонуса на мускулните влакна, оказват влияние върху кръвното налягане, влияят върху агрегацията на тромбоцитите и други. |                                   |                                   |                                   |                                   |                                   |                                   |                                   |                                   |                                   |                                   |                                   |                                   |                                   |                                   |                                   |

## Пептидни хормони
- antimullerian hormone (AMH, also mullerian inhibiting factor or hormone)
- адипонектин (или Acrp30)
- адренокортикотропен хормон (AKTH, или кортикотропин)
- ангиотинзиноген и ангиотензин
- антидиуретичен хормон (ADH, също вазопресин, arginine vasopressin, AVP)
- atrial-natriuretic peptide (ANP, атриопептин)
- гастрин
- глюкагон
- гонадотропин-освобождаващ хормон (GnRH)
- еритропоетин (EPO)
- инсулин
- инсулин подобен фактор на растежа (IGF, соматомедин)
- калцитонин
- кортикотропин-освобождаващ хормон (CRH)
- лептин
- лутеинизиращ хормон (LH)
- меланоцит-стимулиращ хормон (MSH или α-MSH)
- невропептид Y
- окситоцин
- паратироиден хормон (PTH)
- пролактин (PRL)
- ренин
- секретин
- соматостатин
- соматотропин (GH или hGH)
- соматотропин-освобождаващ хормон (GHRH)
- тромбопоетин
- тироид-стимулиращ хормон (TSH)
- тиреотропин-освобождаващ хормон (TRH)
- фоликулостимулиращ хормон (FSH)
- холецистокинин (CCK)
- хорионен гонадотропин (hCG)

## Стероидни и стеролови хормони
Стероидни хормони
- Глюкокортикоиди:
  - кортизол
- Минералокортикоиди:
  - алдостерон
- Полови стероиди:
  - Андрогени
    - тестостерон
    - дехидроепиандростерон (DHEA)
    - дехидроепиандростерон сулфат (DHEAS)
    - андростенедион
    - дихидротестостерон (DHT)

  - Естрогени
    - естрадиол

  - Прогестагени
    - прогестерон
    - прогестини

Стеролови хормони
- Витамин D производни:
  - калцитриол

## Липидни хормони
Липидни и фосфолипидни хормони (ейкозаноиди):
- простагландини
- левкотриени
- простациклин
- тромбоксан